# Segunda División (Mexiko) 1950/51
Die Saison 1950/51 der mexikanischen Segunda División war die erste Spielzeit der in dieser Saison erstmals ausgetragenen landesweiten zweiten Liga in Mexiko. Am Ende der Saison gab es mit dem Club Deportivo Zacatepec erstmals einen sportlichen Aufsteiger in die 1943 eingeführte Primera División, aus der es mit dem Club San Sebastián auch erstmals einen sportlichen Absteiger gab. Bis zur Einführung einer landesweiten dritten Liga in der Saison 1967/68 gab es jedoch keine sportlichen Absteiger aus der Segunda División und neue Mannschaften wurden in der Regel nach wirtschaftlichen Aspekten aufgenommen.

## Kreuz- und Abschlusstabelle 1950/51
Die Kreuztabelle stellt die Ergebnisse aller Spiele dieser Saison dar. Der Name der Heimmannschaft ist in der linken Spalte, ein Kürzel der Gastmannschaft in der oberen Zeile aufgelistet. Die Reihenfolge der Vereine bestimmt sich anhand der in dieser Saison erzielten Platzierung in der Gesamtsaisontabelle. Angaben zu den absolvierten Spielen (Sp.), Siegen (S), Unentschieden (U), Niederlagen (N) sowie des Torverhältnisses (Tore) und der erzielten Punkte befinden sich in den Feldern rechts neben der Kreuztabelle.
| Pos. | Mannschaft       | ZAC | ZAM | PAC | IRA | MOR | TOL | QUE | Sp | S | U | N | Tore  | Punkte |
| ---- | ---------------- | --- | --- | --- | --- | --- | --- | --- | -- | - | - | - | ----- | ------ |
| 1.   | CD Zacatepec     |     | 4:2 | 4:2 | 0:0 | 2:1 | 2:2 | 4:1 | 12 | 8 | 3 | 1 | 26:15 | 19–05  |
| 2.   | CD Zamora        | 2:0 |     | 0:0 | 2:1 | 1:1 | 2:1 | 2:0 | 12 | 5 | 3 | 4 | 15:16 | 13–11  |
| 3.   | CF Pachuca       | 1:2 | 2:1 |     | 1:0 | 3:1 | 4:1 | 1:0 | 12 | 5 | 2 | 5 | 18:19 | 12–12  |
| 4.   | CD Irapuato      | 2:3 | 4:0 | 1:1 |     | 3:1 | 1:0 | 0:2 | 12 | 4 | 3 | 5 | 17:15 | 11–13  |
| 5.   | Atlético Morelia | 0:1 | 1:2 | 5:1 | 3:1 |     | 2:1 | 2:1 | 12 | 5 | 1 | 6 | 18:18 | 11–13  |
| 6.   | Deportivo Toluca | 0:2 | 1:1 | 2:1 | 1:1 | 2:0 |     | 5:1 | 12 | 3 | 3 | 6 | 17:19 | 09–15  |
| 7.   | Querétaro FC     | 2:2 | 1:0 | 2:1 | 1:3 | 0:1 | 2:1 |     | 12 | 4 | 1 | 7 | 13:22 | 09–15  |

## Statistik
| Ereignis              | Begegnung                        | Ergebnis | Spieltag |
| --------------------- | -------------------------------- | -------- | -------- |
| Höchster Heimsieg     | Atlético Morelia vs CF Pachuca   | 5:1      | 02       |
| Höchster Heimsieg     | Deportivo Toluca vs Querétaro FC | 5:1      | 08       |
| Höchster Heimsieg     | CD Irapuato vs CD Zamora         | 4:0      | 08       |
| Höchster Auswärtssieg | CD Irapuato vs Querétaro FC      | 0:2      | 02       |
| Höchster Auswärtssieg | Deportivo Toluca vs CD Zacatepec | 0:2      | 11       |
| Höchster Auswärtssieg | Querétaro FC vs CD Irapuato      | 1:3      | 09       |